# Il-Yong Choi
Il-Yong Choi es un deportista estadounidense que compitió en taekwondo. Ganó una medalla de oro en el Campeonato Panamericano de Taekwondo de 1984, en la categoría de –84 kg.

## Palmarés internacional
| Campeonato Panamericano | Campeonato Panamericano | Campeonato Panamericano | Campeonato Panamericano |
| Año                     | Lugar                   | Medalla                 | Categoría               |
| ----------------------- | ----------------------- | ----------------------- | ----------------------- |
| 1984                    | Paramaribo (Surinam)    | Medalla de oro          | –84 kg                  |